# 大田市立五十猛小学校
大田市立五十猛小学校（おおだしりつ いそたけしょうがっこう）は、島根県大田市五十猛町にある公立小学校。

## 沿革
- 1873年（明治6年） - 報恩寺を仮校舎として開校。
- 1874年（明治7年） - 報恩寺を廃止し湊は円照寺、大浦は小浪屋を仮教場とする。
- 1875年（明治8年） - 第129番磯竹小学校、第130番大浦小学校と改称する。
- 1882年（明治15年） - 磯竹村と大屋村を管轄として、本校を磯竹村に置き、分教場を湊と大屋に置く。
- 1885年（明治18年） - 大浦小学校を邇摩郡第7番区磯竹小学校と湊分教場を磯竹簡易小学校と、それぞれ改称。
- 1889年（明治22年） - 邇摩郡第15番学区五十猛尋常小学校と改称。磯竹簡易小学校を五十猛簡易小学校(湊)と改称する。
- 1909年（明治42年） - 邇摩郡五十猛村尋常高等小学校と改称する。
- 1911年（明治44年） - 湊分教場を本校に統合、校舎落成式を挙行する（元校舎）。
- 1918年（大正7年） - 邇摩郡五十猛村立実業補習学校を本校に付設する。
- 1922年（大正11年） - 屋内体操場（36坪）設置。
- 1928年（昭和3年） - 校舎増築工事落成。裁縫室及び講堂兼体操場を設置する。
- 1934年（昭和9年） - 校章と帽章を制定する。
- 1938年（昭和13年） - 校歌を制定する（作詩:木島俊太郎、作曲:大久保博章）。
- 1941年（昭和16年） - 国民学校令により、邇摩郡五十猛村国民学校と改称し、初等科6年・高等科2年制とする。
- 1947年（昭和22年） - 学制改革により、邇摩郡五十猛村立五十猛小学校と改称。
- 1956年（昭和31年）9月30日 - 五十猛村の大田市への合併により、大田市立五十猛小学校と改称。
- 1960年（昭和35年） - 給食調理室が完成し、完全給食開始。
- 1968年（昭和43年） - プール完成（25m・7コース）。
- 1969年（昭和44年） - 校旗を新調する。
- 1973年（昭和48年） - プール上屋が完成する。
- 1974年（昭和49年） - 五十猛小学校開校百年記念大会開催。
- 1979年（昭和54年） - 旧五十猛中学校校舎に移転（前校舎）。同年、特別教室及び校庭整備が完成する。
- 1980年（昭和55年） - 校地内登校路及び排水路が完成する。
- 1990年（平成2年） - 旧校舎解体のため、仮校舎に移転。
- 1991年（平成3年） - 改築校舎完成し、移転する。その後、五十猛小学校改築竣工式を挙行する。同年、校庭整備が完成する。
- 1993年（平成5年） - 池と日本庭園が完成する。同年、食堂の防音改修工事が完了する。
- 1998年（平成10年） - 校舎改築記念壁画が完成する（平成2年度卒業生より制作）。
- 2015年（平成27年） - 施設の老朽化により、プールを閉鎖。

## 通学区域と進学先中学校
出典

### 通学区域
- 五十猛町（全域）

### 進学先中学校
- 大田市立第二中学校

## 学校周辺
- 国道9号
- JR山陰本線
- 五十猛海水浴場
- 日本海

## アクセス
- 石見交通大田江津線で、「大浦東口」バス停下車後、国道9号線沿いにある学校正門（校舎までは更に少し移動を要する）まで、
  - 大田バスセンター・大田市立病院行のりばから、国道9号線をまたぐ横断歩道経由で、徒歩約80m・約1分。
  - 仁万駅前・済生会江津病院行のりばから、徒歩約45m・約1分。

## 事故
- 2023年（令和5年）1月12日13時20分頃、本校敷地内の道路で、昼休み中に鬼ごっこしていた男児2名が、男性会社員の運転する軽自動車にはねられ、1名は大腿骨骨折の重傷、もう1名は軽いケガを負った。児童がケガをした道路は、小学校近くの民家⇔国道9号線の抜け道となっていた[2][3]。